# 羅帕河
49°44′43″N 21°27′05″E / 49.745215°N 21.451375°E

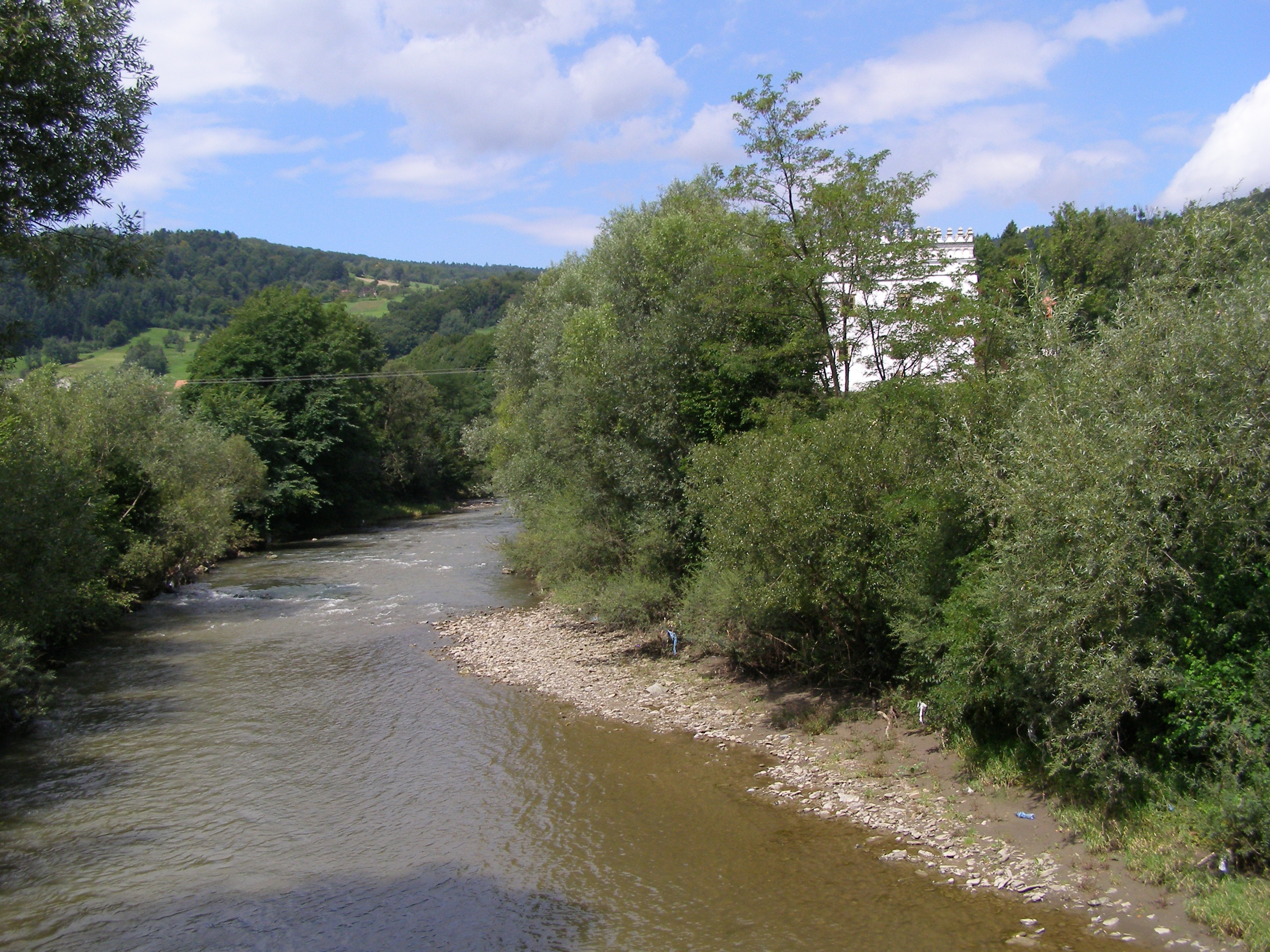

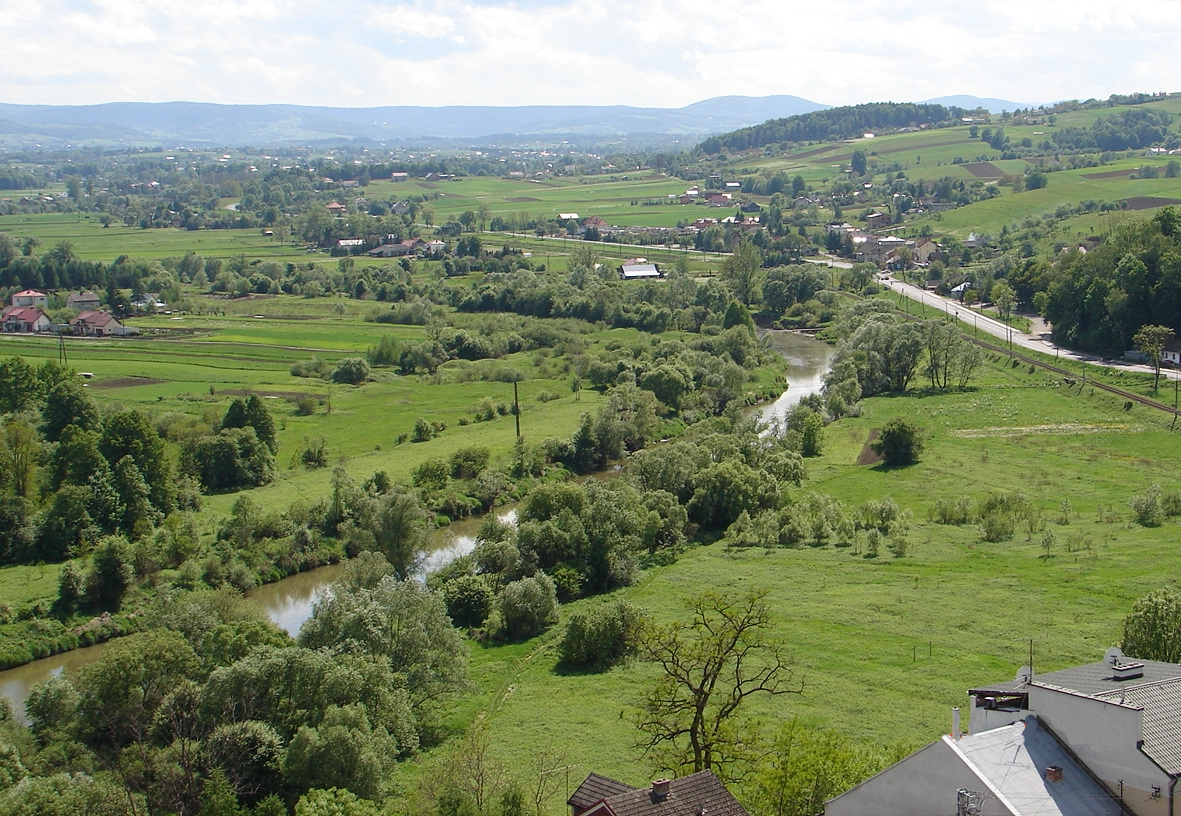

羅帕河是波蘭的河流，位於該國東南部，處於小波蘭省，屬於維斯沃卡河的左支流，河道全長79公里，流域面積974平方公里，河口處在亞斯沃。